# Club Balonmano Elche
El Club Balonmano Elche (y, por motivos de patrocinio, Atticgo balonmano Elche) es un equipo de balonmano de la ciudad de Elche fundado en el año 1958.  El equipo femenino actualmente juega en la Liga Guerreras Iberdrola y, el equipo masculino, en Primera Nacional.

## Historia
En el año 1958 se fundó el Club Balonmano Elche.
El equipo femenino ha sido el que más veces ha jugado en la máxima división de su categoría y, en la temporada 2021-22 consiguió su primer título, la Copa de SM la Reina de balonmano y la Supercopa de España. Además ha sido tres veces subcampeona de liga (2012-13 y 2019-20 y 2023-24).
Durante muchos años, tras un acuerdo con los colegios salesianos de Elche Salesianos San Rafael y Salesianos San José Artesano, el equipo escolar formaba parte de la estructura organizativa del balonmano Elche. En el año 2021 el CD Salesianos Elche se escindió organizativamente del club y abocó al equipo senior a reorganizar sus escuadras de base (aunque siguió contando con los escolares para sus equipos base de primer año).
En la temporada 2022 dejó el sempiterno Pabellón Municipal Zoilo Martín de la Sierra (antiguo Carrús), en el que jugó durante 30 años, por el Pabellón Municipal Esperanza Lag para potenciar la llegada de patrocinadores y mejorar las retransmisiones de televisión. En esa temporada jugó la primera final de la Liga Guerreras Iberdrola disputada en formato play-off que perdió con el Costa del Sol Málaga.
En la temporada 2023-24 volvió a proclamarse subcampeón de liga (tras ganar la liga regular, lo que le permitió participar en la EHF European League por primera vez en su historia en la temporada 2024-25) y levantó el trofeo de campeonas de la EHF European Cup, en una competición que dominó de principio a fin. Tras esta gran temporada se produjo una gran remodelación de la plantilla con la salida de Danila So Delgado, Pipy Wolfs o Katia Zhukova o la retirada de Alexandra do Nascimento, Nuria Andreu o Tessa Van Zijl y la llegada de las jóvenes Daniela Aguado, Carmen Figueiredo o Esther Martín Buro.
Volvió a llegar a la final de la Liga Guerreras Iberdrola 2024/25, aunque la perdió por 3-0 ante el Super Amara Bera Bera. Esta temporada será recordada por el pase a la fase de grupos de la Liga Europea de la EHF y por la retirada de la gran capitana de los últimos años, María Flores.

### Otros nombres
Por diversos patrocinios, el Club Balonmano Elche, se llamó Elche Parque Industrial (1994), CB Elche visitleche.com (2022) o elche Mustang (2002–2019), el patrocinador más fiel del equipo gracias, sobre todo, a la figura del que fuera propietario de la marca y mecenas Pascual Ros Aguilar.
En la temporada 2017-18 el equipo lanzó una campaña de micromecenazgos y el Elche Club de Futbol incluyó al Balonmano Elche entre sus secciones, ayudando económicamente para cubrir gastos y equipaciones para sus equipos. En el año 2020, tras su clasificación para Europa, el Balonmano Elche volvió a lanzar una campaña de micropatrocinios para poder llegar a los 90.000€ que requerían y así conseguir participar en la competición europea. 
Tras la entrada de la empresa de alfombras ilicitana atticgo en 2022, el club adquiere el nombre de atticgo Balonmano Elche.

### Plantilla
Plantilla para la temporada 2025-26
|  | Porteras - 12. Nicole Morales - 19. Udane Bernabé Cobos - 25. Teresa Antón Extremos - 4. Paula María Agulló Pelegrin - 6. Lisa Oppedal - 7. Erika Vladu - 13. Clara Gascó Arranz Pivotes - 33. Vanessa Rubio Wittich - 93. Noelia Solla | Centrales - 8. Patricia Méndez García - 15. Zaira Benitez Gómez - 27. Paola Bernabé Cobos Primera línea - 9. Azul Spinelli - 11. Daniela Aguado - 21. Esther Martín Buro - 81. Carmen Figueiredo - Rosa Leal Armenteros - Jimena Laguna |

### Altas y bajas para la temporada 2025-26
En la temporada 2025-26 las salidas y las entradas son:
|  | - Kelly Rosa - Marisol Carratú (al Aula Cultural) - María Carrillo - María Flores (Retirada) - Carmen Prelchi | - Jimena Laguna (desde el Aula Cultural) - Rosa Leal Armenteros (desde el Bm. Roquetas) |

## Palmarés
- Copa de la Reina (1): 2020-21.
- Supercopa de España femenina (1): 2021-22.
- EHF European Cup (1): 2024
- Subcampeonatos de División de Honor femenina (5): 2012-13, 2019-20, 2022-23, 2023-24 y 2024-25

## Premios, reconocimientos y distinciones
- Mejor Club Deportivo de la Provincia de 2013 (finalista en 2012) en los Premios Deportivos Provinciales de la Diputación de Alicante[19]
- Mejor Club de Elche (2022, 2023, 2024)[20][21][22]